# HIST1H4I
HIST1H4I (англ. Histone cluster 1 H4 family member k) – білок, який кодується однойменним геном, розташованим у людей на короткому плечі 6-ї хромосоми. Довжина поліпептидного ланцюга білка становить 103 амінокислот, а молекулярна маса — 11 367.
| 10         |  | 20         |  | 30         |  | 40         |  | 50         |
| ---------- |  | ---------- |  | ---------- |  | ---------- |  | ---------- |
| MSGRGKGGKG |  | LGKGGAKRHR |  | KVLRDNIQGI |  | TKPAIRRLAR |  | RGGVKRISGL |
| IYEETRGVLK |  | VFLENVIRDA |  | VTYTEHAKRK |  | TVTAMDVVYA |  | LKRQGRTLYG |
| FGG        |  |            |  |            |  |            |  |            |

A: Аланін

D: Аспарагінова кислота

E: Глутамінова кислота

F: Фенілаланін

G: Гліцин

H: Гістидин

I: Ізолейцин

K: Лізин

L: Лейцин

M: Метіонін

N: Аспарагін

P: Пролін

Q: Глутамін

R: Аргінін

S: Серин

T: Треонін

V: Валін

Кодований геном білок за функцією належить до фосфопротеїнів. 
Задіяний у такому біологічному процесі, як ацетилювання. 
Білок має сайт для зв'язування з ДНК. 
Локалізований у ядрі, хромосомах.